# William Stephens Smith
William Stephens Smith (Long Island (New York), 8 november 1755 – Lebanon (New York), 10 juni 1816) was een Amerikaans politicus en militair. Hij was lid van het Huis van Afgevaardigden.

## Levensloop
Smith studeerde aan het College of New Jersey, de voorloper van de Princeton-universiteit. Na het uitbreken van de Amerikaanse Onafhankelijkheidsoorlog nam hij dienst en diende als adjudant van John Sullivan. Hij vocht mee in de Slag bij Long Island en raakte daar gewond. Na de Slag bij Trenton werd hij bevorderd tot de rang van luitenant-kolonel. Daarna maakte hij deel uit van de staf van generaal de La Fayette en later generaal George Washington.
Vanaf 1784 was Smith secretaris op de Amerikaanse Legatie in Groot-Brittannië. Daar ontmoette hij Abigail "Nabby" Adams, dochter van John Adams. Zij trouwden in 1786 en keerden twee jaar later terug naar de Verenigde Staten. President Washington benoemde hem in 1789 als de eerste U.S. Marshal voor New York. Smith was een van de oprichters van het Gezelschap der Cincinnati en van 1795 tot 1797 voorzitter. Zijn schoonvader – op dat moment president – benoemde Smith in 1800 tot landmeter van de haven van New York.
Kolonel Smith ontmoette Francisco de Miranda weer die hij kende van zijn periode in Groot-Brittannië. De Miranda droomde van een vrij Latijns-Amerika. Smith hielp hem vervolgens met het werven fondsen, wapens en huursoldaten om de Spaanse overheersers in Venezuela te bevechten. In februari 1806 zette een groep vrijbuiters, waaronder Smiths' eigen zoon William Steuben, koers richting Venezuela. Hun schip werd echter veroverd door de Spanjaarden, maar zijn zoon slaagde er later wel in te ontkomen. Smith werd in New York aangeklaagd, omdat hij de Neutrality Act van 1794 had verbroken. Hij verklaarde dat hij dat had gedaan in opdracht van president Thomas Jefferson en minister van Buitenlandse Zaken James Madison. Zij weigerden echter te getuigen en Smith werd vrijgesproken.
De Federalistische Partij koos Smith in 1812 in het Huis van Afgevaardigden. Zijn vrouw Nabby overleed het jaar daarop aan kanker. Eind 1814 werd hij in eerste instantie herkozen door het Huis van Afgevaardigden van New York, maar dat kwam vooral omdat een aantal Afgevaardigden foutief hadden gestemd op zijn opponent Westel Willoughby, Jr.. Zij waren het toevoegsel Jr. vergeten, waardoor Smith meer stemmen had. Willoughby vocht de stemming aan en werd in het gelijk gesteld, overigens zonder dat Smith de zetel had opgeëist.
- Biblioteca Nacional de España: XX1124397
- Gemeinsame Normdatei: 119022761
- International Standard Name Identifier: 0000 0000 7704 0888
- Library of Congress Control Number: nr91035388
- SNAC: w60z74n9
- Système universitaire de documentation: 223383880
- Biographical Directory of the United States Congress: S000638
- Virtual International Authority File: 41698390
- WorldCat: E39PBJcBWYKR6g48mjdmWrY773